# Jack Brett
Jack Brett (Leeds, 17 juni 1917 - 29 december 1982) was een Brits motorcoureur.

## Eerste jaren
Jack Brett begon pas laat met wegraces. Zijn zes jaar oudere broer Charlie debuteerde al in 1935 in de 250 cc "Lightweight" klasse van de Manx Grand Prix en reed daarna ook in de Isle of Man TT. Hij racete met Excelsior, Velocette en Norton tot hij in 1952 het racen overliet aan zijn broer Jack. Die was tijdens de Tweede Wereldoorlog ingedeeld bij de artillerie. Hij sloot de oorlog af als onderofficier bij het Royal Army Service Corps. 

## Racecarrière
- 1946: Al in 1946 organiseerde men weer de Manx Grand Prix. Dat was erg vroeg, want zo kort na de oorlog was er nog een groot gebrek aan natuurrubber voor banden en aan benzine. Jack Brett viel in de 350 cc Junior Grand Prix uit met een Norton Manx, maar werd in de 250 cc Lightweight Grand Prix zesde met een Excelsior Manxman.
- 1947: In 1947 stapte hij over naar de meer professionele TT. In de 350 cc Junior TT viel hij met de Velocette op de vijfde plaats liggend uit bij Sulby. In de Lightweight TT werd hij tiende met de Excelsior.
- 1948: In 1948 vielen zowel Charlie als Jack met Velocettes uit in de Junior TT, maar in de 500cc Senior TT werd Jack met een Norton Manx achtste, nog voor de Italiaanse fabrieksrijder Omobono Tenni. Die had de snelste ronde gereden, maar werd vertraagd door ontstekingsproblemen met zijn Moto Guzzi.
- 1949: In 1949 startte Jack in de Junior- en de Senior TT, maar eindigde in beide wedstrijden in het achterveld.
- 1950: In 1950 ging het al veel beter, toen Jack twee Nortons kreeg die door Hallen Motor Engineers waren geprepareerd. Hij werd vijftiende in de Junior TT en achtste in de Senior TT. Dat leverde hem twee zilveren replica's op, waarmee hij zeer gelukkig was.
- 1951: In 1951 werd Dickie Dale kort voor de Isle of Man TT ziek. Hij leed aan tuberculose en zou pas in 1953 weer racen. Als vervanger werd Jack Brett ingehuurd als fabrieksrijder voor Norton. In de Junior TT werd hij derde en in de Senior TT viel hij bij de Gooseneck. Hij maakte het seizoen van 1951 voor het team van Norton af en eindigde in het wereldkampioenschap wegrace in de 350 cc klasse als vijfde en in de 500 cc klasse als achttiende. Aan het einde van het seizoen stapte hij over naar het team van AJS. In september won hij al met een AJS tijdens de Scarborough meeting.
- 1952: Het WK-seizoen van 1952 begon met de Grand Prix van Zwitserland. Jack werd eerste in de 500 cc race, die werd overschaduwd door het dodelijke ongeval van Dave Bennett. De Isle of Man TT verliep desastreus voor Jack Brett. In de Junior TT viel zijn AJS 7R stil en in de Senior TT maakte hij een harde val met de AJS Porcupine tweecilinder. Ook de rest van het seizoen verliep tegenvallend. In de 500 cc klasse werd hij vijfde en in de 350 cc klasse zesde. Jack Brett besloot dan ook aan het einde van het seizoen weer terug te keren naar Norton.
- 1953: Hij mocht bij Norton terugkeren, op voorwaarde dat hij zijn "losbandige" levensstijl zou aanpassen. Tijdens de Junior TT van 1953 werd hij vierde, tijdens de Senior TT leek het er lang op dat hij zou winnen. Leider Ray Amm (Norton) was gevallen en moest met slechts één voetsteun verder, tweede man Reg Armstrong (Gilera 500 4C) moest bij Ramsey zijn ketting vervangen. Brett finishte als eerste, maar moest nog lang wachten tot de eindtijd van Amm bekend werd. Die hield echter twaalf seconden over, waardoor Jack Brett slechts tweede werd. Intussen waren in de 500 cc klasse de Gilera's en in de 350 cc klasse de Moto Guzzi's bijna niet te verslaan. Jack Brett eindigde zowel in de 350 cc klasse als 500 cc klasse als vijfde.
- 1954: Hoewel Britse rijders nog steeds de toon aangaven in de 500- en 350 cc wegrace, waren de Britse motorfietsen in 1954 hun grip op het wereldkampioenschap kwijt. Jack Brett maakte samen met Ray Amm en nieuwkomer Bob Keeler deel uit van het Norton-fabrieksteam, maar wedstrijden winnen zat er bijna niet meer in. Brett werd derde in de omstreden Senior TT van 1954 en hij viel uit in de Junior TT. In de 500 cc klasse eindigde hij als negende, maar hij was achter Amm wel de tweede Norton-coureur. In de 350 cc klasse werd hij ook tweede Norton-rijder achter Ray Amm, maar in totaal slechts zesde.
- 1955: In 1955 was het fabrieksteam van Norton opgeheven. Brett reed nog slechts enkele wedstrijden als privérijder met een Norton. In de Junior TT viel hij uit, in de Senior TT werd hij vierde en in de 500 cc Ulster Grand Prix viel hij ook uit. Dat leverde hem slechts een zestiende plaats in het 500 cc wereldkampioenschap op. Hij werd in dit jaar derde in de 500 cc North West 200 achter de Gilera's van Geoff Duke en Reg Armstrong.
- 1956: Ook in 1956 reed Brett niet op het vasteland. Hij werd derde in de Senior TT, achter John Surtees met de MV Agusta 500 4C en John Hartle, die ook op een Norton reed. In de Junior TT haalde hij de finish niet. In de Ulster Grand Prix werd hij zesde in de 500 cc klasse en vierde in de 350 cc klasse. In het wereldkampioenschap betekende dat een elfde plaats in de 500 cc klasse en een twaalfde in de 350 cc klasse.
- 1957: In 1957 sponsorde de Slazenger Organization een Norton-team met Jack Brett, John Surtees en John Hartle. Waarschijnlijk richtte men zich voornamelijk op nationale Britse wedstrijden, want Surtees stond nog steeds onder contract bij MV Agusta en Hartle voor de 250 cc klasse eveneens. Jack Brett won in elk geval de 500 cc klasse in de North West 200, die voorafging aan de Isle of Man TT. Bij de 500 cc Grand Prix van België werd Brett tot winnaar verklaard na de diskwalificatie van Libero Liberati.
- 1958: In 1958 reed Jack Brett vier 500 cc WK-wedstrijden, maar hij bleef overal puntloos. Hij viel uit in de Junior TT. Hij won opnieuw de North West 200.
- 1959: In 1959 startte hij alleen nog in de Senior TT, maar daarin viel hij uit. Hij startte in de North West 200 en reed als eerste coureur ooit een ronde sneller dan 100 mijl per uur (160,9 km/h).
- 1960: In 1960 startte hij ook alleen in de Junior en de Senior TT, maar hij finishte in het achterveld.

## Overlijden
Na 1960 richtte Jack Brett zich op een andere hobby: golf. Hij was toen ook al ruim over de veertig. In 1982 overleed hij door een hartinfarct op de golfbaan.

## Trivia
De Grand Prix van België van 1957 verliep zeer rumoerig. Toen bij de start van de 500 cc race de Gilera van Libero Liberati niet wilde starten, gebeurde er iets ongelooflijks: teamleider Roberto Persi stapte op Bob Brown af en dwong hem zijn motor in te leveren. Volgens een andere Australiër, Keith Bryen, die het allemaal zag gebeuren, werd Brown door Persi als "vuil" behandeld. Ook Geoff Duke, die weliswaar geblesseerd was maar toch aanwezig was bij de wedstrijd, was verontwaardigd en protesteerde bij Persi. Het hielp niet, Liberati startte met de verkeerde motor én het verkeerde startnummer. Dat was verboden, en nog tijdens de race werden door andere teams protesten ingediend. De Nederlandse voorzitter van de sportcommissie van de FIM Piet Nortier wuifde ze allemaal weg, en ging daarmee in tegen de regels van zijn eigen commissie. Uiteindelijk werd Liberati gediskwalificeerd. In deze race finishten officieel maar vijf motorfietsen: vier Nortons (Brett, Bryen, Minter en Tanner) en de BMW van Hans-Günter Jäger. Jack Brett werd tot winnaar verklaard, maar in januari 1958 werd de diskwalificatie teruggedraaid en werd Liberati toch nog winnaar. Daarom staat Jack Brett uiteindelijk als tweede in de boeken.

## Wereldkampioenschap wegrace resultaten
| Plaats | 1 | 2 | 3 | 4 | 5 | 6 |
| Punten | 8 | 6 | 4 | 3 | 2 | 1 |

(cursief weergegeven resultaten duiden de snelste raceronde aan)
| Jaar | Klasse | Team             | Motorfiets        | 1      | 2      | 3      | 4      | 5     | 6     | 7     | 8     | 9     | Punten | Plaats | Overwinningen |
| ---- | ------ | ---------------- | ----------------- | ------ | ------ | ------ | ------ | ----- | ----- | ----- | ----- | ----- | ------ | ------ | ------------- |
| 1949 | 350 cc | Privé            | Norton Manx 40M   | IOM 42 | ZWI -  | NED -  | BEL -  | ULS - |       |       |       |       | 0      | -      | 0             |
| 1949 | 500 cc | Privé            | Norton Manx 30M   | IOM 30 | ZWI -  | NED -  | BEL -  | ULS - | NAT - |       |       |       | 0      | -      | 0             |
| 1950 | 350 cc | Hallen Norton    | Norton Manx 40M   | IOM 15 | BEL -  | NED -  | ZWI -  | ULS - | NAT - |       |       |       | 0      | -      | 0             |
| 1950 | 500 cc | Hallen Norton    | Norton Manx 30M   | IOM 9  | BEL -  | NED -  | ZWI -  | ULS - | NAT - |       |       |       | 0      | -      | 0             |
| 1951 | 350 cc | Norton           | Norton Manx 40M   | SPA -  | ZWI -  | IOM 3  | BEL -  | NED - | FRA 2 | ULS 6 | NAT 3 |       | 15     | 5e     | 0             |
| 1951 | 500 cc | Norton           | Norton Manx 30M   | SPA -  | ZWI -  | IOM NC | BEL NC | NED 5 | FRA 6 | ULS - | NAT - |       | 3      | 18e    | 0             |
| 1952 | 350 cc | AJS              | AJS 7R Boy Racer  | ZWI 4  | IOM NC | NED 6  | BEL 4  | DUI - | ULS 4 | NAT 4 |       |       | 12     | 6e     | 0             |
| 1952 | 500 cc | AJS              | AJS E95 Porcupine | ZWI 1  | IOM NC | NED 9  | BEL 4  | DUI - | ULS 4 | NAT 7 | SPA - |       | 14     | 5e     | 1             |
| 1953 | 350 cc | Norton           | Norton Manx 40M   | IOM 4  | NED 4  | BEL 4  | DUI -  | FRA - | ULS - | ZWI 4 | NAT - |       | 12     | 5e     | 0             |
| 1953 | 500 cc | Norton           | Norton Manx 30M   | IOM 2  | NED 5  | BEL -  | DUI -  | FRA 6 | ULS 3 | ZWI - | NAT - | SPA - | 13     | 6e     | 0             |
| 1954 | 350 cc | Norton           | Norton Manx 40M   | FRA -  | IOM NC | ULS 2  | BEL -  | NED - | DUI 3 | ZWI 4 | NAT 6 | SPA - | 14     | 6e     | 0             |
| 1954 | 500 cc | Norton           | Norton Manx 30M   | FRA -  | IOM 3  | ULS -  | BEL -  | NED - | DUI 6 | ZWI 4 | NAT - | SPA - | 8      | 9e     | 0             |
| 1955 | 350 cc | Privé            | Norton Manx 40M   | FRA -  | IOM NC | DUI -  | BEL -  | NED - | ULS - | NAT - |       |       | 0      | -      | 0             |
| 1955 | 500 cc | Privé            | Norton Manx 30M   | SPA -  | FRA -  | IOM 4  | DUI -  | BEL - | NED - | ULS - | NAT - |       | 3      | 16e    | 0             |
| 1956 | 350 cc | Privé            | Norton Manx 40M   | IOM NC | NED -  | BEL -  | DUI -  | ULS 4 | NAT - |       |       |       | 3      | 12e    | 0             |
| 1956 | 500 cc | Privé            | Norton Manx 30M   | IOM 3  | NED -  | BEL -  | DUI -  | ULS 6 | NAT - |       |       |       | 5      | 11e    | 0             |
| 1957 | 350 cc | Slazenger Norton | Norton Manx 40M   | DUI -  | IOM NC | NED 4  | BEL -  | ULS - | NAT - |       |       |       | 3      | 10e    | 0             |
| 1957 | 500 cc | Slazenger Norton | Norton Manx 30M   | DUI -  | IOM NC | NED 4  | BEL 2  | ULS - | NAT - |       |       |       | 9      | 5e     | 0             |
| 1958 | 350 cc | Privé            | Norton Manx 40M   | IOM NC | NED -  | BEL -  | DUI -  | ZWE - | ULS - | NAT - |       |       | 0      | -      | 0             |
| 1959 | 500 cc | Privé            | Norton Manx 30M   | FRA -  | IOM NC | DUI -  | NED -  | BEL - | ULS - | NAT - |       |       | 0      | -      | 0             |
| 1960 | 350 cc | Privé            | Norton Manx 40M   | FRA -  | IOM 17 | NED -  |        |       | ULS - | NAT - |       |       | 0      | -      | 0             |
| 1960 | 500 cc | Privé            | Norton Manx 30M   | FRA -  | IOM 23 | NED -  | BEL -  | DUI - | ULS - | NAT - |       |       | 0      | -      | 0             |